# Danielle Collins
Danielle Rose Collins (St. Petersburg, 13 dicembre 1993) è una tennista statunitense.
Soprannominata “Danimal”, nel corso della sua carriera si è aggiudicata quattro titoli WTA e ha raggiunto la finale agli Australian Open 2022. In classifica ha raggiunto il suo best ranking alla 7ª posizione l'11 luglio 2022, mentre nel doppio detiene come miglior ranking la 79ª posizione raggiunta nell'ottobre 2023.

## Biografia
Inizia a giocare all'età di 8 anni allenandosi contro un muro o con persone più grandi per via dei problemi finanziari della sua famiglia. A soli 16 anni diventa la miglior tennista americana under 18. A causa della mancanza di denaro, non può partecipare ai tornei esteri, ma solamente ai tornei locali. Decide così di conciliare il tennis allo studio, accettando una borsa di studio da $50.000.
Le viene proposto di diventare una professionista per poter incassare i $45.000 del primo turno del Grande Slam, ma rifiuta e prosegue gli studi, in quanto quei soldi non avrebbero coperto nemmeno la retta di un anno richiesta dall'università. Laureatasi nel 2016 in scienze della comunicazione, sceglie in seguito di intraprendere definitivamente una carriera da tennista professionista, giocando sia tornei ITF che WTA.
Nell'ottobre 2019 le è stata diagnosticata l'artrite reumatoide.

## Carriera

### 2009-2011: Debutto e primo titolo ITF
Debutta nel circuito ITF a soli 15 anni, nel 2009, partecipando al torneo ITF di Lutz, dove però perde subito al primo turno contro Kimberly Couts. Nello stesso anno partecipa anche al torneo ITF di Clearwater e anche in questo caso perde subito al primo turno. Nel 2010 tenta la qualificazione ai tornei ITF di Osprey e Clearwater, ma senza riuscirsi. L'anno successivo, nel 2011, inizia ancora con due tentativi di qualificazione ai tornei ITF di Lutz e Clearwater, ma poi a giugno raggiunge la semifinale al torneo ITF di Buffalo. Ad inizio ottobre vince poi il primo titolo ITF in singolare al torneo di Williamsburg contro Nika Kukharchuk. In seguito debutta nel doppio al torneo ITF di Rock Hill, nello stesso torneo raggiunge la semifinale in singolare.

### 2012-2015: Ritiri e prime partecipazioni ai tornei maggiori
Esordisce nel 2012 con il torneo ITF di Innsbrook e partecipa al torneo ITF di Plantation, dove raggiunge il secondo turno in singolare. In seguito al torneo di Midland si ferma dalle competizioni fino ad agosto 2014, quando partecipa al torneo di qualificazione WTA di New Haven. Nel frattempo riesce ad ottenere una wildcard per entrare nel tabellone principale dell'US Open 2014 e nel primo turno riesce a rubare un set alla nº 2 del mondo, Simona Halep, che la sconfigge con il punteggio di 7–6(2), 1–6, 2–6. Poi nuovamente si ritira dal circuito professionista fino ad aprile 2016.

### 2016: Ritorno in campo e ingresso nella top 300
Ritorna in campo al torneo ITF di Charlottesville, dove raggiunge il secondo turno in singolare e i quarti in doppio. Poi, dopo la tentata qualificazione ai tornei ITF di Lexington e Fort Worth, partecipa al Connecticut Open dove, dopo aver sconfitto Stefanie Vögele perde nel secondo turno di qualificazioni contro Annika Beck con un doppio 5-7. Agli US Open esce al primo turno per mano di Evgenija Rodina conquistando solamente tre giochi.  Ad inizio ottobre ottiene il secondo titolo ITF in singolare al torneo di Stillwater. Dopo i quarti al torneo ITF di Redding e il primo turno al torneo ITF di Saguenay, raggiunge la finale al torneo ITF di Macon, ma perde contro Kayla Day. Chiude l'anno con un primo turno al torneo ITF di Scottsdale e i quarti al torneo ITF di Waco; inoltre esce di scena al terzo turno contro Samantha Crawford nel torneo 125s di Honolulu. Termina l'anno alla posizione numero 299 del ranking.

### 2017: altri due titoli ITF
L'anno inizia con i quarti di finale al torneo ITF di Daytona Beach, in seguito, dopo vari primi e secondi turni in vari tornei ITF, ad inizio marzo partecipa al torneo WTA di Indian Wells, dove viene estromessa da Mónica Puig. In seguito a Monterrey si ritira al primo turno di qualificazioni e raggiunge la finale in doppio al torneo ITF di Charlottesville con Madison Brengle. La settimana successiva raggiunge la finale in singolare al torneo ITF di Charleston ma perde contro Madison Brengle. Successivamente, nel torneo ITF di Napoli, perde entrambe le finali, in singolare e in doppio. L'11 giugno poi vince l'ITF USA 17A  di Bethany Beach sconfiggendo in finale Lauren Embree con il punteggio di 6–1, 6–0. A Wimbledon esce al primo turno di qualificazioni per mano di Rebecca Šramková e agli US Open viene eliminata da Katie Boulter al primo turno di qualificazioni. A Tokyo non supera il primo turno di qualificazioni per mano di Zarina Dijas. A metà ottobre raggiunge la semifinale al torneo ITF di Florence ed in seguito perde in finale al torneo ITF di Tyler. Il 19 novembre vince l'ITF USA 41A di Norman sconfiggendo in finale Sachia Vickery per 1–6, 6–3, 6–4. A Honolulu esce al secondo turno per mano della Vickery. Conclude l'anno al 167º posto del ranking mondiale.

### 2018: primo torneo WTA 125s e top 50

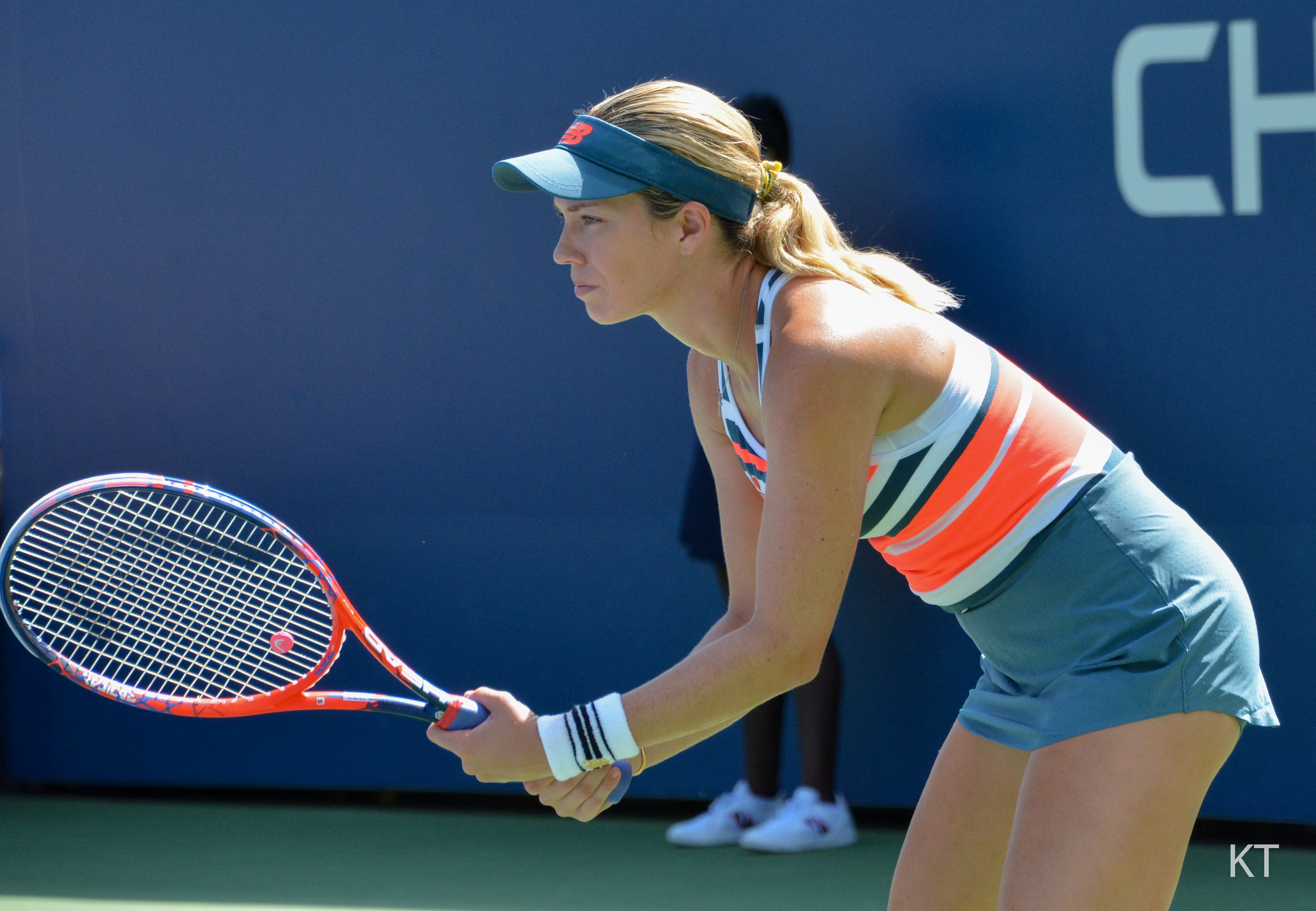
Danielle Collins nel 2018

Nel 2018 prende parte agli Australian Open dove non va oltre il terzo turno di qualificazioni venendo fermata da Denisa Allertová, la quale le lascia solamente un gioco. Il 28 gennaio vince il suo primo torneo WTA 125s, l'Challenger di Newport Beach. Qui sconfigge fra le altre: Marie Bouzková e Ajla Tomljanović prima di giungere alla finale dove s'impone su Sofya Zhuk per 2–6, 6–4, 6–3. Nel successivo Challenge di Indian Wells supera Vera Zvonarëva e Magda Linette, per poi perdere nei quarti di finale contro la futura campionessa Sara Errani. La settimana dopo, le viene concessa una wildcard per disputare il Premier Mandatory di Indian Wells, dove sconfigge Madison Keys, testa di serie numero 15, per 6–3 7–6(1), per poi perdere ai quarti di finale contro la testa di serie numero 27, Carla Suárez Navarro, per. A Miami compie un vero e proprio exploit arrivando fino alla semifinale, battendo fra le altre Coco Vandeweghe, Donna Vekić, Mónica Puig e la testa di serie numero 8, Venus Williams, venendo poi sconfitta da Jeļena Ostapenko. Questo risultato le permette di migliorare il suo best ranking di quaranta posizioni, arrivando così alla posizione numero 53.
Dopo aver raggiunto i quarti al torneo di Monterrey, a maggio si qualifica per il tabellone principale degli Internazionali d'Italia a Roma, battendo al turno decisivo delle qualificazioni Camila Giorgi. In seguito elimina Sorana Cîrstea, prima di venire sconfitta da Dar'ja Kasatkina. Al Roland Garros viene estromessa in due set dalla numero due del mondo, Caroline Wozniacki. Nel torneo di Eastbourne si impone su Katie Swan, e su Carla Suárez Navarro, per poi venire sconfitta da Angelique Kerber, che le lascia solamente due giochi. A Wimbledon esce di scena al primo turno per mano di Elise Mertens che la batte in due set.
Si spinge fino alla semifinale nel torneo di San Jose dove viene sconfitta in rimonta da Maria Sakkarī. A Cincinnati, New Haven, US Open e Wuhan non va oltre il primo turno. Cinclude la stagioine infortunandosi al torneo di Tianjin nel match di primo turno contro la Bacsinszky sul punteggio di 3–6 per la svizzera. Chiude l'anno alla posizione numero 36.

### 2019: semifinale agli Australian Open e top 30
Inizia la stagione partecipando al torneo di Brisbane dove viene sconfitta in un match lottato da Petra Kvitová per 7–6(6), 6(6)–7, 3–6. Disputa l'Australian Open dove si spinge per la prima volta in carriera fino alla semifinale, prima di essere sconfitta nettamente dalla Kvitová. Nel corso dello Slam elimina Julia Görges, Caroline Garcia, Angelique Kerber, numero due del mondo, per 6–0 6–2 e Anastasija Pavljučenkova. Grazie a questi successi, sale fino alla posizione numero 23 della classifica, suo best ranking. A Indian Wells e Miami raggiunge il terzo turno. Inizia il mese di aprile con i quarti di finale al torneo di Charleston, mentre a Madrid, Roma e Parigi non va oltre il secondo turno. A luglio partecipa a Wimbledon, dove raggiunge il terzo turno in singolare e i quarti in doppio. Lo swing americano non regala molte soddisfazioni a Collins, che registra due secondi turni (a San Jose e allo US Open) e una sconfitta all'esordio in quel di Toronto. Non va meglio la trasferta cinese, dove raccoglie solo una vittoria in due tornei. Chiude l'annata con 2 ITF negli USA: a Houston (WTA 125k) perde da Kalinina in tre set all'esordio, mentre a Naples (25 K) giunge fino ai quarti, dove perde dalla romena Gabriela Tabala. Termina l'anno al numero 31 del ranking mondiale.

### 2020: primo quarto di finale a Parigi
Comincia la stagione giocando il torneo di Brisbane. Coglie la prima vittoria dell'anno sconfiggendo la numero 5 del mondo Elina Svitolina, a cui lascia appena 2 games. Al secondo turno elimina facilmente Julija Putintseva ma viene fermata quarti di finale, dalla connazionale Madison Keys. Partecipa poi all'altro premier australiano, quello di Adelaide: dopo la vittoria su Aljaksandra Sasnovich all'esordio, estromette Sofia Kenin (che a breve vincerà il suo primo slam a Melbourne). Nei quarti elimina la seconda top ten dell'anno, Belinda Bencic (numero 7) con il medesimo punteggio con cui si era imposta su Kenin. In semifinale si arrende solo alla numero uno del mondo e padrona di casa Ashleigh Barty, dopo una lotta serrata terminata 3–6, 6–1, 7–6(5). Grazie a questo positivo inizio di stagione, sale al numero 25 del mondo. Al primo turno, la Collins vince in tre set sulla russa Vitalia Diatchenko mentre al secondo turno riaffronta Putintseva, già battuta a Brisbane per 6–1, 6–0: questa volta la kazaka riesce ad avere la meglio in tre set. Questo risultato la fa scivolare in classifica fino al numero 53 del ranking mondiale. Dopo la lunga pausa causata dalla pandemia Covid-19, l'americana riprende ufficialmente a giocare al Premier 5 di Cincinnati, dove cede subito al primo turno alla fresca finalista di Lexington, Jil Teichmann. Partecipa poi allo slam casalingo di New York, dove viene eliminata subito dall'estone Anett Kontaveit
Partecipa subito dopo al Roland Garros, unico torneo su terra a cui prende parte. Per la prima volta in carriera, Collins raggiunge i quarti di finale nello slam parigino. Nel suo percorso si impone, a sorpresa, su Garbine Muguruza al terzo turno, con lo score di 7–5, 2–6, 6–4. Agli ottavi estromette la tunisina Ons Jabeur e centra l'approdo ai quarti di finale di uno slam per la seconda volta in carriera (dopo gli Australian Open 2019), dove trova Sofia Kenin, contro cui non ha mai perso: questa volta, tuttavia, è Collins a subire la sconfitta.
Termina l'anno al nº46 del mondo.

### 2021: il primo titolo WTA e il primo trionfo in un WTA 500
Comincia l'anno allo Yarra Valley Classic di Melbourne dove sconfigge la nº6 del seeding Karolína Plíšková in due tie-break, prima di uscire di scena ai quarti di finale, sconfitta dalla connazionale Serena Williams al super-tiebreak. Agli Australian Open, dopo il successo su Ana Bogdan, riaffronta Karolína Plíšková: questa volta, Collins soccombe alla ceca. In seguito, si presenta al Phillip Island Trophy in cui raggiunge la semifinale contro l'ex-top ten Darja Kasatkina che la supera in tre set. Ad Adelaide vince all'esordio su Saisai Zheng per poi ottenere la vittoria più importante in carriera sulla nº1 del mondo Ashleigh Barty per 6–3, 6–4. Ai quarti, è costretta al ritiro durante il match contro Iga Świątek nel corso del secondo set, sul vantaggio della polacca. In seguito, perde al secondo turno a Miami contro Veronika Kudermetova. Al Roland Garros viene sconfitta al terzo turno da Serena Williams. A Wimbledon cede al secondo turno contro Viktorija Golubic. Collins torna poi sulla terra giocando ad Amburgo, dove è 4° testa di serie, giunge fino ai quarti dove si arrende alla futura campionessa Ruse A Budapest, sempre sul mattone tritato, è la nº2 del seeding: per la prima volta in carriera, Danielle arriva in semifinale in un torneo sul rosso, ma nel penultimo atto, Collins è costretta al ritiro nel match contro Anhelina Kalinina sul vantaggio dell'ucraina. Nella settimana successiva, prende parte al torneo di Palermo, dove è accreditata della prima testa di serie: l'americana riesce a spingersi in finale grazie alle vittorie in semifinale su Zhang Shuai. Nell'ultimo atto, si impone su Elena-Gabriela Ruse per 6–4, 6–2, aggiudicandosi il primo titolo WTA in carriera, senza concedere nessun set per strada.
A San Josè, da il via allo swing sul cemento americano: da settima testa di serie, vince i due derby contro Shelby Rogers e contro Sloane Stephens, giungendo ai quarti, dove si impone sulla nº2 del seeding Elena Rybakina. In semifinale, trova la croata Ana Konjuh: Collins lascia due giochi all'avversaria, guadagnandosi l'accesso alla sua prima finale sul cemento, la prima di questo livello (WTA 500). Nell'ultimo atto, l'americana supera Dar'ja Kasatkina per 6–3, 6(10)–7, 6–1, conquistando il suo secondo titolo in carriera.
La settimana successiva, prende parte alla Rogers Cup: al primo turno elimina Jil Teichmann in rimonta guadagnandosi la sfida contro la vincitrice del torneo nel 2016 e nel 2018, Simona Halep: Danielle prevale in tre set, portando a 12 la striscia di vittorie consecutive nel circuito WTA; agli ottavi, perde contro la connazionale Jessica Pegula dopo un incontro combattuto col punteggio di 4–6, 6–3, 5–7. PSi ritira al primo turno del torneo di Cincinnati contro Shelby Rogers: Collins sul vantaggio della connazionale. Agli US Open raggiunge il terzo turno a New York per la prima volta in carrier, ma viene eliminata da Aryna Sabalenka. A Chicago, da 10° testa di serie, estromette Elise Mertens, arrivando nei quarti di finale, dove si arrende a Markéta Vondroušová nel tie-break del terzo set. A Indian Wells, cede al terzo turno a Ons Jabeur. Prende parte alla semifinale della Billie Jean King Cup, dove scende in campo contro Anastasija Pavljučenkova nel secondo singolare dopo l'1–0 della Russia colto con il successo di Samsonova su Stephens: Collins pareggia la situazione, vincendo su per 6(9)–7, 7–6(2), 6–2; tuttavia, gli USA usciranno sconfitti dal tie a causa del doppio. Chiude l'anno a Linz, dove,  coglie la quarta semifinale del 2021: nella circostanza, si ritira nel corso della sfida con Alison Riske dopo aver perso il primo parziale.
Termina l'anno al n°29 del mondo.

### 2022: prima finale Slam all'Australian Open e ingresso in top 10
Collins inizia l'anno all'Australian Open sconfiggendo Dolehide), Konjuh, e Tauson, tornando agli ottavi dello slam oceanico per la prima volta dal 2019. Al quarto turno, si impone su Elise Mertens, approdando nei quarti, dove supera la francese Cornet, che aveva battuto Muguruza e Halep precedentemente. Accede così alla sua seconda semifinale major, tre anni dopo aver raggiunto la prima proprio all'Australian Open. Nella circostanza, affronta la prima top 10 del suo percorso, Iga Świątek su cui prevale agevolmente in due set col punteggio di 6–4 6–1, conquistando così la sua prima finale slam in carriera, dove trova la padrona di casa e numero 1 del mondo Ashleigh Barty da cui viene battuta. Grazie a questa finale riesce a entrare nella top-10 proprio in 10ª posizione, scalando ben 20 posizioni nel ranking.
Dopo la cavalcata australiana si ritira a Dubai al primo turno contro Vondroušová. A Miami, dove è testa di serie n°9, batte Ons Jabeur, raggiungendo i quarti di finale, dove trova l'ex-numero 1 Naomi Ōsaka: che la batte nettamente lasciandole solo 3 giochi. Tuttavia, grazie ai punti conquistati e al ritiro della n°1 del mondo Ashleigh Barty, sale al n°8 del ranking mondiale, suo nuovo best ranking.
Non brilla sulla terra, dove ottiene un secondo turno a Parigi (battuta da Rogers) e un terzo turno a Roma. Sull'erba, gioca solo a Wimbledon, dove esce già al primo turno contro Marie Bouzková. Nel frattempo, l'americana esce dalla top-10.
Si presenta direttamente all'US Open saltando lo swing preparatorio. Al primo turno, si prende la rivincita su Ōsaka, per poi superare la qualificata Bucşa. Al terzo turno, ha la meglio su Cornet per il secondo slam annuale, approdando agli ottavi per la prima volta in carriera. Nella circostanza, si arrende alla n°2 del mondo Aryna Sabalenka in tre set. A San Diego, si spinge fino in semifinale, dove cede a Donna Vekić. Nel WTA 1000 di Guadalajara, viene sconfitta al terzo turno da Maria Sakkarī.
Chiude l'anno disputando la Billie Jean King Cup per gli Stati Uniti: nel primo tie contro la Polonia, porta il primo punto contro Linette, contribuendo al 2–1 finale; nella sfida contro la Repubblica Ceca, Danielle perde il primo singolare contro Vondroušová: le americane perderanno il tie per 2–1, non riuscendosi a qualificare per la fase successiva della competizione.
Collins termina la sua migliore stagione in carriera al 14º posto, facendo registrare un best-ranking al n°7 raggiunto l'11 luglio.

### 2023: uscita dalla top-40
Dopo i quarti ad Adelaide, Collins è chiamata a difendere la finale all'Australian Open: al primo turno batte Anna Kalinskajae, al secondo turno elimina al tie-break del terzo set la ceca Karolína Muchová. Al terzo round, viene sconfitta dalla futura finalista del torneo Elena Rybakina. A causa dell'uscita prematura, scende al 42º posto nel ranking.
Tra Abu Dhabi, Doha e Dubai raccoglie solo una vittoria. Va meglio a Austin dove, da 4° testa di serie, centra la semifinale: nella circostanza, si arrende alla futura campionessa Marta Kostjuk. A Indian Wells esce subito per mando della lucky-loser Gálfi; a Miami non riesce a ripetere i quarti del 2022, fermandosi al terzo turno contro la connazionale Pegula.
Dopo un'anonima stagione su terra ed erba, con il primo turno al Roland Garros e il secondo a Wimbledon, sul cemento americano gioca un ottimo torneo a Montréal, passando dalle qualificazioni. Al primo turno si impone su Elina Svitolina; al secondo ottiene la prima vittoria annuale su una top-10 contro Maria Sakkarī. Al terzo turno, estromette Leylah Fernandez, centrando il terzo quarto di finale stagionale dove cede alla n°1 del mondo Iga Świątek in tre parziali. All'US Open, esce di scena al secondo turno contro Elise Mertens. A San Diego, replica la semifinale del 2022, eliminando Ostapenko e la top-10 Garcia. Tra le ultime quattro, si arrende a Barbora Krejčíková.
In doppio, Collins vince il primo titolo WTA della carriera a Charleston assieme a Desirae Krawczyk; a settembre, raggiunge la finale a San Diego assieme a Coco Vandeweghe, prossima al ritiro: le due cedono alle n°1 del seeding Krejčíková/Siniaková.

### 2024: primo titolo WTA 1000 e rientro in top-10
Partecipa all'Australian Open, dove esce di scena al secondo turno sconfitta dalla numero uno al mondo Iga Świątek, nonostante un vantaggio di 4-1 nel set decisivo. Durante la conferenza stampa a seguito del match annuncia che questa sarà la sua ultima stagione tennistica. Dopo un'uscita di scena al secondo round di Abu Dhabi contro la futura campionessa Rybakina, prende parte al torneo di Doha: passa le qualificazioni e poi si impone sulla top-20 Kudermetova e sulle ceche Bouzková e Siniaková, raggiungendo il suo primo quarto di livello '1000' dall'agosto 2023. Nella circostanza, viene eliminata da Anastasija Pavljučenkova in due set.
Esce di scena al secondo turno a Indian Wells, eliminata da Świątek. Brilla la settimana successiva all’Open di Miami: perde il primo set contro la qualificata Pera per poi vincerne ben 14 di fila (sconfiggendo tra le altre Cirstea, Garcia e Alexandrova), battendo in finale la top-5 Rybakina per 7-5 6-3 e aggiudicandosi così il suo primo WTA '1000', il titolo più importante della carriera.
La settimana dopo, Danielle partecipa al WTA '500' di Charleston: dopo un comodo 6-1 6-4 contro Badosa, elimina la campionessa in carica Ons Jabeur (6-3 1-6 6-3). In seguito, Collins infila tre successi in due set contro Sloane Stephens, Elise Mertens e la top-10 Sakkarī, raggiungendo la seconda finale del 2024, la 5° in carriera nel circuito maggiore. Nell'ultimo atto, l'americana ottiene la 13ª vittoria consecutiva, superando Dar'ja Kasatkina per 6-2 6-1 e conquistando il quarto trofeo WTA della carriera. Grazie al successo, rientra in top-15 dopo oltre un anno dall'ultima volta.
A Madrid, Collins prosegue la sua striscia di successi, eliminando le qualificate Danilović e Cristian in rimonta. Negli ottavi, subisce la prima sconfitta dal torneo di Miami, cedendo il passo alla n°2 del mondo Aryna Sabalenka in tre set. Nell'altro '1000' sul rosso disputato a Roma, l'americana giunge in semifinale senza perdere set contro Blinkova, Garcia, Begu e Azaranka. Nella terza semifinale del 2024, Danielle viene nuovamente sconfitta da Sabalenka (5-7 2-6). Continua il suo buon momento a Strasburgo, dove centra la 6ª finale WTA della carriera, la prima sul rosso dal 2021, battendo Siniaková, Burel e Kalinina. Nel match valevole per il titolo, perde nettamente dalla connazionale Madison Keys, con lo score di 1-6 2-6. Grazie agli ottimi risultati conseguiti in queste settimane, Collins rientra in top-10 per la prima volta dall'agosto 2022, issandosi sino alla 10ª piazza nel ranking mondiale. Al Roland Garros, viene fermata dalla qualificata Danilović al secondo turno. Su erba, fa tappa soltanto a Wimbledon: Danielle riesce a imporsi su Tauson, Gálfi e Haddad Maia, accedendo agli ottavi dello slam britannico per la prima volta in carriera; nella circostanza, si arrende a Barbora Krejčíková.

## Statistiche WTA

### Singolare

#### Vittorie (4)
| Legenda              |
| -------------------- |
| Grande Slam (0)      |
| Ori Olimpici (0)     |
| WTA Finals (0)       |
| WTA Elite Trophy (0) |
| Dal 2021             |
| WTA 1000 (1)         |
| WTA 500 (2)          |
| WTA 250 (1)          |

| N. | Data           | Torneo                           | Superficie  | Avversaria in finale | Punteggio         |
| 1. | 25 luglio 2021 | Palermo Ladies Open, Palermo     | Terra rossa | Elena-Gabriela Ruse  | 6–4, 6–2          |
| 2. | 8 agosto 2021  | Silicon Valley Classic, San Jose | Cemento     | Dar'ja Kasatkina     | 6–3, 6(10)–7, 6–1 |
| 3. | 30 marzo 2024  | Miami Open, Miami Gardens        | Cemento     | Elena Rybakina       | 7–5, 6–3          |
| 4. | 7 aprile 2024  | Charleston Open, Charleston      | Terra verde | Dar'ja Kasatkina     | 6–2, 6–1          |

#### Sconfitte (2)
| Legenda              |
| -------------------- |
| Grande Slam (1)      |
| Argenti Olimpici (0) |
| WTA Finals (0)       |
| WTA Elite Trophy (0) |
| Dal 2021             |
| WTA 1000 (0)         |
| WTA 500 (1)          |
| WTA 250 (0)          |

| N. | Data            | Torneo                                   | Superficie  | Avversaria in finale | Punteggio   |
| 1. | 29 gennaio 2022 | Australian Open, Melbourne               | Cemento     | Ashleigh Barty       | 3–6, 6(2)–7 |
| 2. | 25 maggio 2024  | Internationaux de Strasbourg, Strasburgo | Terra rossa | Madison Keys         | 1–6, 2–6    |

### Doppio

#### Vittorie (1)
| Legenda              |
| -------------------- |
| Grande Slam (0)      |
| Ori Olimpici (0)     |
| WTA Finals (0)       |
| WTA Elite Trophy (0) |
| Dal 2021             |
| WTA 1000 (0)         |
| WTA 500 (1)          |
| WTA 250 (0)          |

| N. | Data          | Torneo                      | Superficie  | Compagna         | Avversarie in finale         | Punteggio         |
| 1. | 9 aprile 2023 | Charleston Open, Charleston | Terra verde | Desirae Krawczyk | Giuliana Olmos Ena Shibahara | 0–6, 6–4, [14–12] |

#### Sconfitte (1)
| Legenda              |
| -------------------- |
| Grande Slam (0)      |
| Argenti Olimpici (0) |
| WTA Finals (0)       |
| WTA Elite Trophy (0) |
| Dal 2021             |
| WTA 1000 (0)         |
| WTA 500 (1)          |
| WTA 250 (0)          |

| N. | Data              | Torneo                    | Superficie | Compagna        | Avversarie in finale                  | Punteggio |
| 1. | 16 settembre 2023 | San Diego Open, San Diego | Cemento    | CoCo Vandeweghe | Barbora Krejčíková Kateřina Siniaková | 1–6, 4–6  |

## Circuito WTA 125

### Singolare

#### Vittorie (1)
| N. | Data            | Torneo                                  | Superficie | Avversaria in finale | Punteggio     |
| 1. | 28 gennaio 2018 | Newport Beach Challenger, Newport Beach | Cemento    | Sof'ja Žuk           | 2–6, 6–4, 6–3 |

## Statistiche ITF

### Singolare

#### Vittorie (4)
| Torneo $100.000 (0) |
| Torneo $80.000 (0)  |
| Torneo $75.000 (0)  |
| Torneo $60.000 (0)  |
| Torneo $50.000 (0)  |
| Torneo $25.000 (3)  |
| Torneo $15.000 (0)  |
| Torneo $10.000 (1)  |

| N. | Data             | Torneo                                      | Superficie  | Avversaria        | Punteggio     |
| 1. | 9 ottobre 2011   | Kingsmill Resort Tournament, Williamsburg   | Terra verde | Nika Kucharčuk    | 6–1, 6–3      |
| 2. | 2 ottobre 2016   | Stillwater Pro Tennis Classic, Stillwater   | Cemento     | Caroline Dolehide | 1–0 rit.      |
| 3. | 11 giugno 2017   | Resortquest Pro Women's Open, Bethany Beach | Terra verde | Lauren Embree     | 6–1, 6–0      |
| 4. | 19 novembre 2017 | Sooner Open, Norman                         | Cemento     | Sachia Vickery    | 1–6, 6–3, 6–4 |

#### Sconfitte (4)
| Torneo $100.000 (0) |
| Torneo $80.000 (1)  |
| Torneo $75.000 (0)  |
| Torneo $60.000 (1)  |
| Torneo $50.000 (1)  |
| Torneo $25.000 (1)  |
| Torneo $15.000 (0)  |
| Torneo $10.000 (0)  |

| N. | Data            | Torneo                                    | Superficie  | Avversaria      | Punteggio     |
| 1. | 30 ottobre 2016 | Tennis Classic of Macon, Macon            | Cemento     | Kayla Day       | 1–6, 3–6      |
| 2. | 7 maggio 2017   | LTP Charleston Pro Tennis, Charleston     | Terra verde | Madison Brengle | 6–4, 2–6, 3–6 |
| 3. | 14 maggio 2017  | Sanchez-Casal Women's Pro Circuit, Naples | Terra verde | Claire Liu      | 3–6, 1–6      |
| 4. | 5 novembre 2017 | RBC Pro Challenge, Tyler                  | Cemento     | Kristie Ahn     | 4–6, 4–6      |

### Doppio

#### Sconfitte (2)
| Torneo $100.000 (0) |
| Torneo $80.000 (0)  |
| Torneo $75.000 (0)  |
| Torneo $60.000 (1)  |
| Torneo $50.000 (0)  |
| Torneo $25.000 (1)  |
| Torneo $15.000 (0)  |
| Torneo $10.000 (0)  |

| N. | Data           | Torneo                                                   | Superficie  | Compagna        | Avversaria in finale         | Punteggio   |
| 1. | 30 aprile 2017 | Boyd Tinsley Women's Clay Court Classic, Charlottesville | Terra verde | Madison Brengle | Jovana Jakšić Catalina Pella | 4–6, 6(5)–7 |
| 2. | 14 maggio 2017 | Sanchez-Casal Women's Pro Circuit, Naples                | Terra verde | Taylor Townsend | Emina Bektas Sanaz Marand    | 6(1)–7, 1–6 |

## Competizioni a squadre

### Vittorie (1)
| N. | Data           | Torneo             | Superficie | Compagni                                                             | Avversari in finale                                                                      | Punteggio |
| 1. | 5 gennaio 2025 | United Cup, Sydney | Cemento    | Coco Gauff Desirae Krawczyk Taylor Fritz Denis Kudla Robert Galloway | Iga Świątek Maja Chwalińska Alicja Rosolska Hubert Hurkacz Kamil Majchrzak Jan Zieliński | 2-0       |

## Risultati in progressione
| Sigla | Risultato               |
| ----- | ----------------------- |
| V     | Vincitore               |
| F     | Finalista               |
| SF    | Semifinalista           |
| O     | Oro olimpico            |
| A     | Argento olimpico        |
| SF    | Bronzo olimpico         |
| QF    | Quarti di Finale        |
| 4T    | Quarto turno            |
| 3T    | Terzo turno             |
| 2T    | Secondo turno           |
| 1T    | Primo turno             |
| RR    | Round Robin             |
| LQ    | Turno di qualificazione |
| A     | Assente                 |
| ND    | Non disputato           |

| Legenda superfici    |
| -------------------- |
| Cemento              |
| Terra battuta        |
| Erba                 |
| Superficie variabile |

### Singolare
| Torneo                 | 2014    | 2015    | 2016    | 2017    | 2018    | 2019    | 2020          | 2021          | 2022          | 2023          | Titoli     | V–S        |            |
| ---------------------- | ------- | ------- | ------- | ------- | ------- | ------- | ------------- | ------------- | ------------- | ------------- | ---------- | ---------- | ---------- |
| Tornei del Grande Slam |         |         |         |         |         |         |               |               |               |               |            |            |            |
| Australian Open        | Assente | Assente | Assente | Assente | Q3      | SF      | 2T            | 2T            | F             | 3T            | 0 / 5      | 15–5       |            |
| Open di Francia        | Assente | Assente | Assente | Assente | 1T      | 2T      | QF            | 3T            | 2T            | 1T            | 0 / 6      | 8–6        |            |
| Wimbledon              | Assente | Assente | Assente | Q1      | 1T      | 3T      | ND            | 2T            | 1T            | 2T            | 0 / 5      | 4–5        |            |
| US Open                | 1T      | A       | 1T      | Q1      | 1T      | 2T      | 1T            | 3T            | 4T            | 2T            | 0 / 8      | 7–8        |            |
| Vittorie-sconfitte     | 0–1     | 0–0     | 0–1     | 0–0     | 0–3     | 9–4     | 5–3           | 6–4           | 10–4          | 4-4           | 0 / 24     | 34–24      |            |
| WTA 1000               |         |         |         |         |         |         |               |               |               |               |            |            |            |
| Doha / Dubai[1]        | Assente | Assente | Assente | Assente | Assente | Assente | Assente       | Assente       | Assente       | 2T            | 0 / 1      | 1–1        |            |
| Indian Wells           | Assente | Assente | Assente | 1T      | 4T      | 3T      | ND            | 3T            | A             | 1T            | 0 / 5      | 5–5        |            |
| Miami                  | Assente | Assente | Assente | Assente | SF      | 3T      | ND            | 2T            | QF            | 3T            | 0 / 5      | 12–5       |            |
| Madrid                 | Assente | Assente | Assente | Assente | 1T      | 2T      | ND            | A             | 2T            | A             | 0 / 3      | 2–3        |            |
| Roma                   | Assente | Assente | Assente | Assente | 2T      | 2T      | Assente       | Assente       | 3T            | A             | 0 / 3      | 4–3        |            |
| Montréal / Toronto     | Assente | Assente | Assente | Assente | Assente | 1T      | ND            | 3T            | A             | QF            | 0 / 3      | 5–3        |            |
| Cincinnati             | Assente | Assente | Assente | Assente | 1T      | A       | 1T            | 1T            | A             | 2T            | 0 / 4      | 1–4        |            |
| Wuhan                  | Assente | Assente | Assente | Assente | 1T      | 2T      | Non disputato | Non disputato | Non disputato | Non disputato | 0 / 2      | 1–2        |            |
| Pechino                | Assente | Assente | Assente | Assente | 2T      | 1T      | Non disputato | Non disputato | Non disputato | A             | 0 / 2      | 1–2        |            |
| Carriera               |         |         |         |         |         |         |               |               |               |               |            |            |            |
| Tornei                 | 1       | 0       | 1       | 1       | 17      | 18      | 6             | 17            | 12            | 18            | 91         | 91         | 91         |
| Titoli                 | 0       | 0       | 0       | 0       | 0       | 0       | 0             | 2             | 0             | 0             | 2          | 2          | 2          |
| Finali                 | 0       | 0       | 0       | 0       | 0       | 0       | 0             | 2             | 1             | 0             | 3          | 3          | 3          |
| Cemento V–S            | 0–1     | 0–0     | 0–1     | 0–1     | 13–10   | 11–11   | 6–5           | 28–11         | 19–7          | 20-15         | 1 / 63     | 97–62      |            |
| Terra V–S              | 0–0     | 0–0     | 0–0     | 0–0     | 2–4     | 6–5     | 4–1           | 11–3          | 4–4           | 0-2           | 1 / 20     | 27–19      |            |
| Erba V–S               | 0–0     | 0–0     | 0–0     | 0–0     | 2–3     | 2–2     | 0–0           | 1–1           | 0–1           | 1-1           | 0 / 8      | 6–8        |            |
| Totale V–S             | 0–1     | 0–0     | 0–1     | 0–1     | 17–17   | 19–18   | 10–6          | 40–15         | 23–12         | 20-18         | 2 / 73     | 109–71     |            |
| Vittorie %             | 0%      | –       | 0%      | 0%      | 50%     | 51%     | 63%           | 73%           | 53%           | 61%           | 61%        | 61%        |            |
| Ranking di fine anno   | 950     | N.D.    | 299     | 167     | 36      | 31      | 45            | 29            | 14            | 52            | $6.701.873 | $6.701.873 | $6.701.873 |

Note
- 1 Il Dubai Tennis Championships e il Qatar Ladies Open di Doha si scambiarono frequentemente lo status tra evento Premier ed evento Premier 5 dal 2009 al 2020.

### Doppio nei tornei del Grande Slam
| Torneo             | 2018 | 2019 | 2020    | 2021    | 2022    | 2023 | Titoli | V–S   |
| ------------------ | ---- | ---- | ------- | ------- | ------- | ---- | ------ | ----- |
| Australian Open    | A    | 1T   | 2T      | A       | 3T      | 1T   | 0 / 4  | 3–4   |
| Open di Francia    | A    | 2T   | A       | 1T      | 1T      | 1T   | 0 / 4  | 1–4   |
| Wimbledon          | 1T   | QF   | ND      | A       | SF      | 1T   | 0 / 4  | 7-4   |
| US Open            | 2T   | 3T   | Assente | Assente | Assente | 2T   | 0 / 3  | 4–3   |
| Vittorie-sconfitte | 1–2  | 5–4  | 1–0     | 0–1     | 6–3     | 1-4  | 0 / 15 | 15–15 |

### Doppio misto nei tornei del Grande Slam
| Torneo             | 2018    | 2019    | 2019    | 2021    | 2022    | 2023    | Titoli | V–S |
| ------------------ | ------- | ------- | ------- | ------- | ------- | ------- | ------ | --- |
| Australian Open    | A       | 1T      | Assente | Assente | Assente | Assente | 0 / 1  | 0-1 |
| Open di Francia    | Assente | Assente | Assente | Assente | Assente | Assente | 0 / 0  | 0-0 |
| Wimbledon          | Assente | Assente | ND      | Assente | Assente | Assente | 0 / 0  | 0-0 |
| US Open            | 1T      | 1T      | Assente | Assente | Assente | 1T      | 0 / 3  | 0-3 |
| Vittorie-sconfitte | 0–1     | 0–2     | 0–0     | 0–0     | 0–0     | 0-1     | 0 / 4  | 0–4 |

## Vittorie contro giocatrici top 10
| Stagione | 2018 | 2019 | 2020 | 2021 | 2022 | 2023 | 2024 | 2025 | Totale |
| -------- | ---- | ---- | ---- | ---- | ---- | ---- | ---- | ---- | ------ |
| Vittorie | 1    | 1    | 2    | 2    | 4    | 2    | 3    | 1    | 16     |

| #    | Giocatrice          | Ranking | Evento                           | Superficie  | Turno | Punteggio      | DCR |
| ---- | ------------------- | ------- | -------------------------------- | ----------- | ----- | -------------- | --- |
| 2018 |                     |         |                                  |             |       |                |     |
| 1.   | Venus Williams      | 8       | Miami Open, Miami                | Cemento     | QF    | 6–2, 6–3       | 93  |
| 2019 |                     |         |                                  |             |       |                |     |
| 2.   | Angelique Kerber    | 2       | Australian Open, Melbourne       | Cemento     | 4T    | 6–0, 6–2       | 35  |
| 2020 |                     |         |                                  |             |       |                |     |
| 3.   | Elina Svitolina     | 5       | Brisbane International, Brisbane | Cemento     | 1T    | 6–1, 6–1       | 27  |
| 4.   | Belinda Bencic      | 7       | Adelaide International, Adelaide | Cemento     | QF    | 6–3, 6–1       | 27  |
| 2021 |                     |         |                                  |             |       |                |     |
| 5.   | Karolína Plíšková   | 6       | Yarra Valley Classic, Melbourne  | Cemento     | 3T    | 7–6(5), 7–6(3) | 46  |
| 6.   | Ashleigh Barty      | 1       | Adelaide International, Adelaide | Cemento     | 2T    | 6–3, 6–4       | 37  |
| 2022 |                     |         |                                  |             |       |                |     |
| 7.   | Iga Świątek (1)     | 9       | Australian Open, Melbourne       | Cemento     | SF    | 6–4, 6–1       | 30  |
| 8.   | Ons Jabeur (1)      | 10      | Miami Open, Miami Gardens        | Cemento     | 4T    | 6–2, 6–4       | 11  |
| 9.   | Caroline Garcia (1) | 10      | San Diego Open, San Diego        | Cemento     | 1T    | 6–2, 7–6(4)    | 19  |
| 10.  | Paula Badosa        | 4       | San Diego Open, San Diego        | Cemento     | QF    | 7–6(5), 6–4    | 19  |
| 2023 |                     |         |                                  |             |       |                |     |
| 11.  | Maria Sakkarī (1)   | 8       | Canadian Open, Montréal          | Cemento     | 2T    | 6–4, 6–2       | 48  |
| 12.  | Caroline Garcia (2) | 10      | San Diego Open, San Diego        | Cemento     | QF    | 6–2, 6–3       | 43  |
| 2024 |                     |         |                                  |             |       |                |     |
| 13.  | Elena Rybakina      | 4       | Miami Open, Miami Gardens        | Cemento     | F     | 7-5, 6–3       | 53  |
| 14.  | Ons Jabeur (2)      | 6       | Charleston Open, Charleston      | Terra verde | 2T    | 6–3, 1-6, 6-3  | 22  |
| 15.  | Maria Sakkarī (2)   | 7       | Charleston Open, Charleston      | Terra verde | SF    | 6–3, 6-3       | 22  |
| 2025 |                     |         |                                  |             |       |                |     |
| 16.  | Iga Świątek (2)     | 2       | Internazionali d'Italia, Roma    | Terra rossa | 3T    | 6-1, 7-5       | 35  |